# Handley Page HP.115
Handley Page HP.115 byl britský proudový experimentální letoun, vyvinutý firmou Handley Page Aircraft Company. Sloužil k testování vlastností štíhlého delta křídla v nízkých rychlostech, přičemž pro zkoumání obdobného křídla ve vysokých rychlostech sloužil letoun BAC 221.

## Vývoj

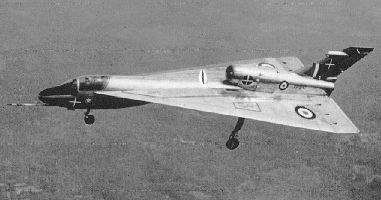
HP.115 za letu

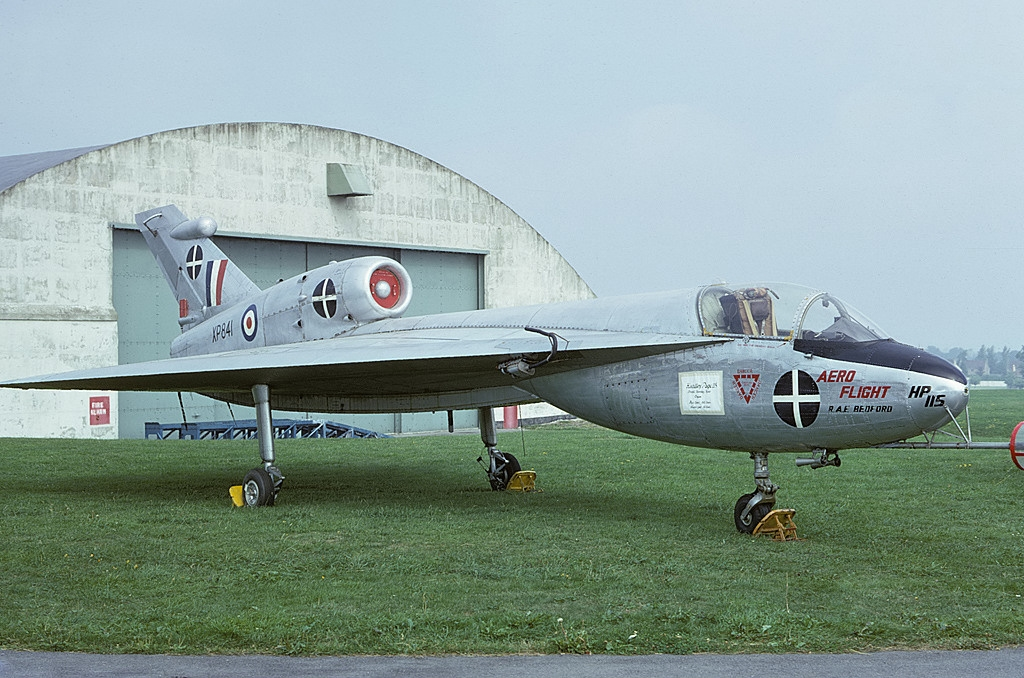
HP.115 dochovaný ve Fleet Air Arm Museum

Letoun HP.115 byl společností Handley Page zkonstruován v 50. letech, v době kdy byl silně podporován výzkum nadzvukového letectví. Výzkumu delta křídel se mimo jiné věnovali Johanna Weberová a Dietrich Küchemann z výzkumného střediska Royal Aircraft Establishment (RAE). V roce 1956 na jednání Výboru pro nadzvukovou dopravu (Supersonic Transport Committee) vyvstala potřeba technologického demonstrátoru umožňujícího výzkum vlastností štíhlého delta křídla při nízkých rychlostech. Zpočátku byl zvažován vývoj bezmotorového kluzáku, kterým měl být Slingsby T.48. Roku 1959 však byl upřednostněn letoun s proudovým pohonem a vývoj T.48 byl přerušen. Jediný exemplář HP.115 (XP841) společnost Handley Page vyrobila ve svém závodu v Cricklewoodu. První let letounu provedl 17. srpna 1961 zkušební pilot J. M. Henderson na letišti výzkumného ústavu RAE v Bedfordu. O měsíc později byl letoun veřejně představen na leteckém dni Společnosti britských leteckých společností (Society of British Aerospace Companies, SBAC). Do srpna 1973 letoun uskutečnil 1060 zkušebních letů, na kterých se podílelo nejméně 61 pilotů. Zkušební program probíhal až do roku 1974. Získané poznatky mimo jiné napomohly vývoji nadzvukového dopravního letounu Concorde. Letoun byl poté vystaven v muzeu Fleet Air Arm v Yeoviltonu.

## Konstrukce

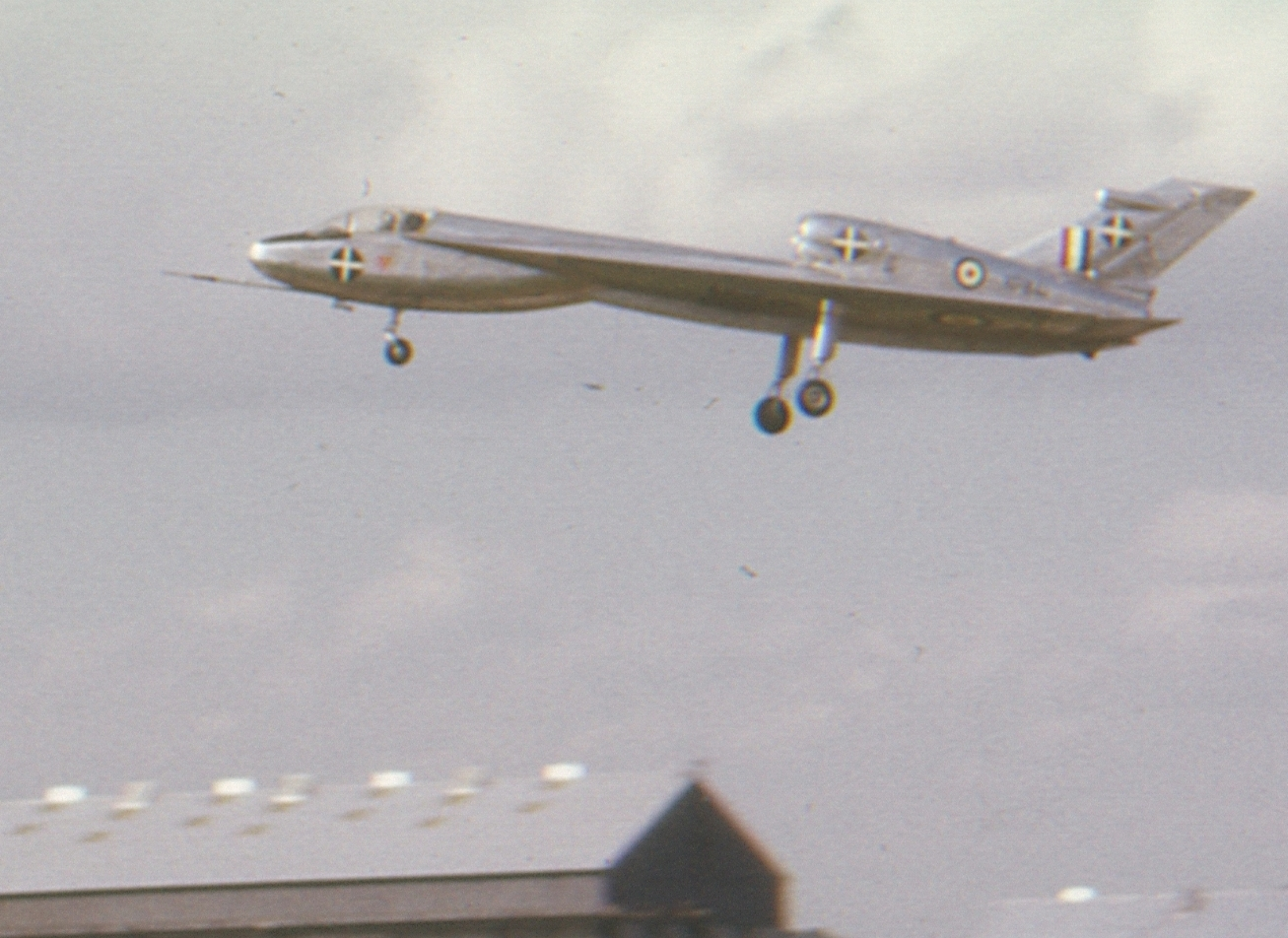
HP.115 v roce 1962

HP.115 byl vyroben z hliníkových slitin. Vyznačoval se delta křídlem s mimořádně nízkým poměrem stran, které mělo úhel šípu 75°. Zvolený profil křídla byl považován za vhodný pro nadzvukovou dopravu. Letoun byl jednomístný. Pilot seděl na vystřelovacím sedadle Martin-Baker. Různé parametry letu zaznamenávaly dva letové zapisovače. Letoun měl pevný příďový podvozek, převzatý z letounu BAC Jet Provost. Poháněl jej proudový motor Bristol Siddeley Viper BSV.9, který byl umístěn nad křídlem a integrován do základny ocasní plochy. Tam byl uložen i přistávací padák.

## Specifikace (HP.115)

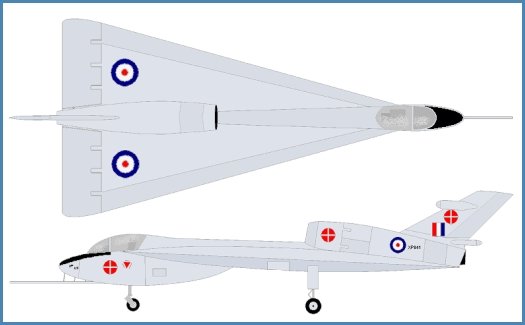
Bokorys a půdorys HP.115

Údaje dle

### Technické údaje
- Posádka: 1
- Rozpětí: 6,25 m
- Délka: 15,34 m
- Výška: 3,89 m
- Nosná plocha: 40,1 m²
- Prázdná hmotnost: 1669 kg
- Vzletová hmotnost: 2291 kg
- Pohonná jednotka:  1× proudový motor Bristol Siddeley Viper BSV.9
- Tah motoru: 8,5 kN

### Výkony
- Maximální rychlost: 399 km/h
- Vytrvalost: 40 minut